# Borkumriff (schip)

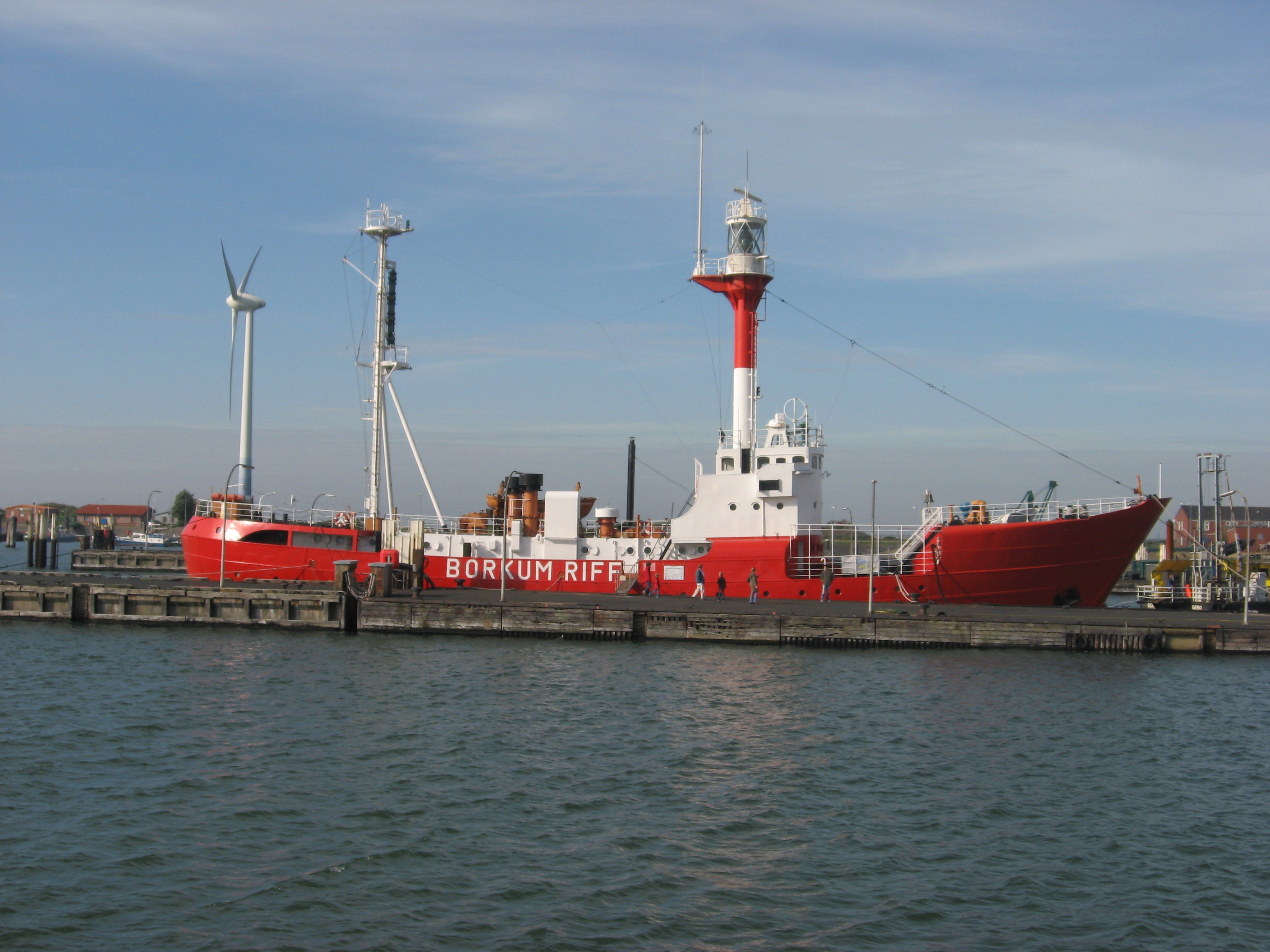
Lichtschip Borkumriff IV

Borkumriff was tussen 1875 en 1988 een lichtschippositie die het Borkum Riff aanduidde. De positie was 53° 43′ 0″ N, 6° 23′ 0″ O (vanaf 1970 als gevolg van een veranderde scheepvaartroute 53° 48′ 0″ N, 6° 22′ 0″ O), circa 30 kilometer noordwestelijk van het eiland Borkum. De ingezette schepen werden gedurende hun dienstjaren op deze positie aangeduid als lichtschip Borkumriff.

## Lichtschepen
In de periode 1875 tot 1988 hebben er in totaal vier schepen achtereen gelegen:
- 1875–1902 Borkumriff I
- 1902–1911 Borkumriff II
- 1911–1956 Borkumriff III
- 1956–1988 Borkumriff IV
- sinds 1988 UFS (unbemanntes Feuerschiff)

### Borkumriff III
Het derde lichtschip met de naam Borkumriff werd in 1911 bij Meyer Werft in Papenburg gebouwd. Na 45 dienstjaren werd het schip op 18 maart 1956 afgelost door Borkumriff IV. Nadien heeft het schip korte tijd dienstgedaan op verschillende posities langs de Duitse Noordzeekust als reserve-lichtschip.
Op 7 november 1959 werd de Borkumriff III verkocht. Hierna deed het enkele jaren dienst als zendschip voor Radio Veronica.

### Borkumriff IV
Na de buitengebruikstelling in 1988 werd de Borkumriff IV in gebruik genomen als museumschip. Het schip ligt nu permanent in een van de havens in de buurt van de Borkumse veerhaven. Aan boord zijn permanente tentoonstellingen over de geschiedenis van het schip en de flora en fauna van de Waddenzee en het eiland Borkum te bezichtigen.